# Söntke Campen
Söntke Campen (* 19. Oktober 1991 in Geldern) ist ein deutscher Künstler, der in Hamburg und Leipzig lebt und arbeitet.

## Leben und Werk
Söntke Campen studierte nach einer Ausbildung zum Grafiker von 2017 bis 2021 Illustration an der Hochschule für Angewandte Wissenschaften Hamburg mit dem Schwerpunkt Malerei bei Christian Hahn und Henning Kles. 2021 gründete er das Künstlerkollektiv „Horror Vacuii“ in Leipzig.
Söntke Campens Bilder entstehen aus spontan gesetzten, abstrakten und sich zufällig ergebenden Farbformationen, die sich im Laufe des Malprozesses zu figürlichen Formen verdichten können oder wieder verworfen werden und sich dabei vielfältig überlagern.  Maßgeblich ist der intuitive Akt, der über den Körper in expressiven Gesten den Weg auf die Leinwand findet.  Zuweilen werden alte Fotografien, Bilder aus dem Internet oder Zitate aus der Kunstgeschichte verarbeitet.  Einen wesentlichen Aspekt in Campens Malerei bildet die Auseinandersetzung mit der Simultanität globaler Bilderwelten und den dadurch ausgelösten Zweifeln an der Wahrhaftigkeit der Bilder an sich.

## Ausstellungen (Auswahl)
- 2020: Apotheosis (mit Kasia Kohl), St. Magnus-Kirche, Tating
- 2021: Das Prinzip Zufall, Bargheer Museum, Hamburg
- 2022: wahr nehmen, Kunstforum Markert Gruppe, Hamburg

## Auszeichnungen
- 2021: Stipendium der Eduard Bargheer-Stiftung zur Förderung junger Künstler, Hamburg
- 2022: 12. Elysée-Preis für Malerei (zusammen mit Stephan Hohentanner und Sára Petrickova), Hamburg